# Vallea ecuadorensis
Vallea ecuadorensis är en tvåhjärtbladig växtart som beskrevs av J. Jaramillo Azanza. Vallea ecuadorensis ingår i släktet Vallea och familjen Elaeocarpaceae. Inga underarter finns listade i Catalogue of Life.